# 曙通

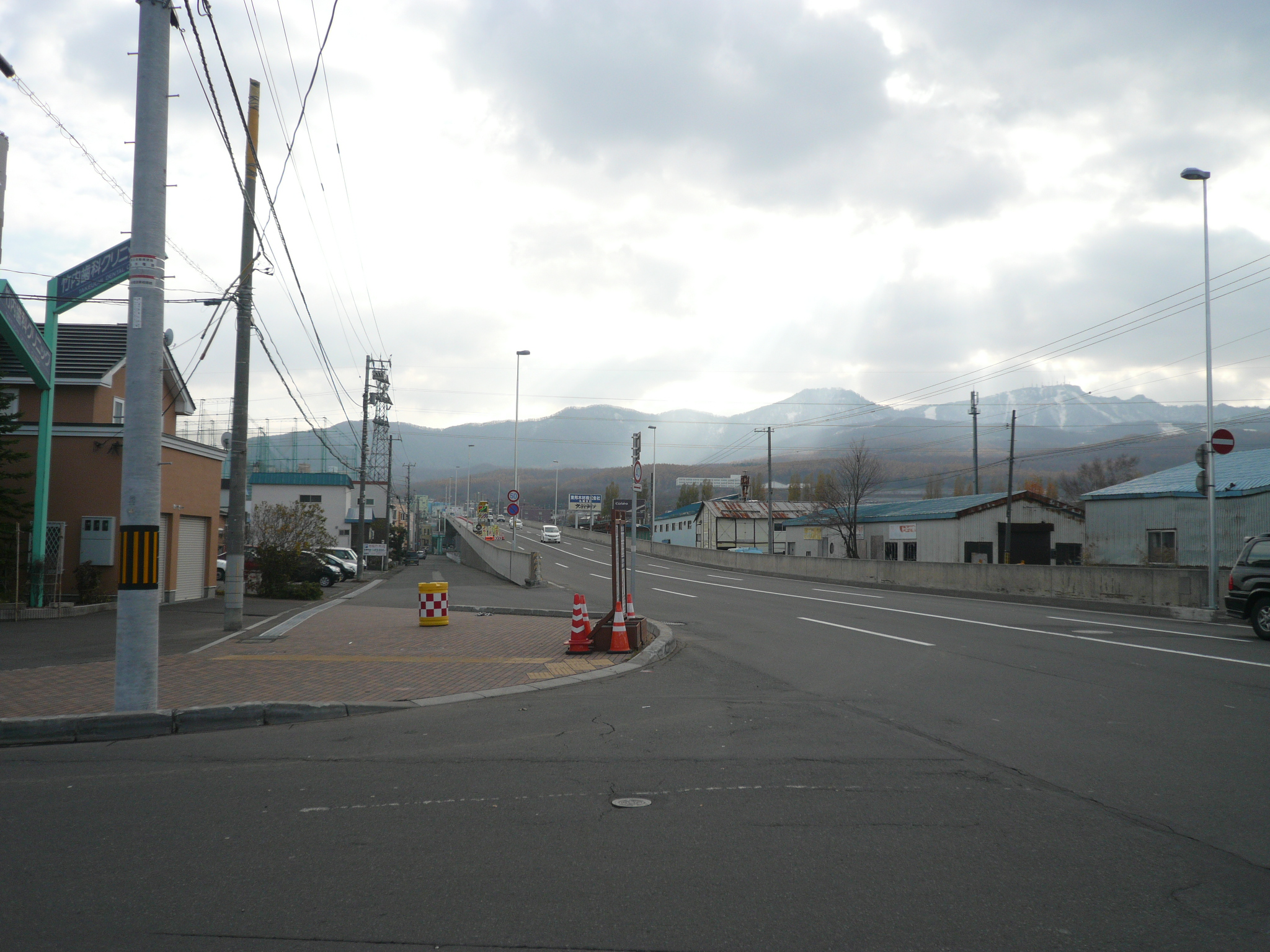
曙通（2013年11月）

曙通（あけぼのどおり）は、北海道札幌市手稲区にある札幌圏都市計画道路である。

## 概要
- 起点：札幌市手稲区稲穂2条1丁目（＝国道5号交点）
- 終点：札幌市手稲区手稲山口（＝国道337号交点）
- 延長：2.92km
- 車線数：4車線（片側2車線）
- 制限速度：全線時速50km

## 主な接続道路
- 国道5号 - 起点
- 二十四軒手稲通
- 下手稲通
- 稲山通（通称：工大通） - 交点から終点まではこちらの名称で呼ばれることがある
- 国道337号（道央新道・道央圏連絡道路） - 終点

## 沿道の施設

### 上り
- 札幌市立稲陵中学校
- 手稲曙通郵便局

### 下り
- 札幌市手稲工業団地
- 北海道札幌方面手稲警察署手稲山口交番
- イオン札幌手稲山口ショッピングセンター